# Эстебесов Молдокмат Камалович
Родился 09.09.1947 года в с. Ирдык Джеты-Огузского района, Иссык-Кульской области, в семье колхозника. Окончив среднюю школу в 1965 году, он проработал в колхозе «Дружба» и зная все трудности сельской жизни, с работой справлялся достойно. В 1966 году он поступил в Киргизский сельскохозяйственный институт им. М.Скрябина. После окончания высшего учебного заведения, вернулся в родное село и начал свою трудовую деятельность в колхозе "Дружба" в качестве селекционера, затем работал зоотехником, главным зоотехником.
В 1980 году избиран секретарем парткома колхоза «Дружба», а спустя год уже был переведен начальником Управления сельского хозяйства Тюпского райисполкома. В 1982 году был назначен на должность Председателя Тюпского райисполкома. В 1986 году окончил Ташкентскую Высшую партийную школу. Благодаря набранному жизненному опыту, особому трудолюбию, коммуникабельности и организаторской способности, Молдокмат Камалович стал высококвалифицированным специалистом, профессионалом своего дела. Опыт работы, требовательность к себе и другим, высокая ответственность и организаторские качества послужили основными критериями для выдвижения его на более ответственную — партийную работу. Так, в марте 1987 года на бюро райкома партии по представлению ЦК компартии Киргизии избран Первым секретарем Тюпского райкома КП Киргизии. За время работы в должности Первого секретаря райкома партии, он много внимания уделял внедрению в сельскохозяйственное производство достижений науки и добивался хороших результатов. При этом особую заботу проявлял о повышении благосостояния людей. Под его руководством Тюпский район за достижение высоких показателей в развитии и выполнение принятых повышенных обязательств был удостоен переходящим Красным знаменем ЦК КП Киргизии, Совета Министров Киргизской ССР, Союза профсоюзов и ЦК ЛКСМ Киргизии, а также неоднократно был признан победителем во Всесоюзном социалистическом соревновании за успешное выполнение государственных планов экономического и социального развития и неоднократно удостаивался переходящим Красным Знаменем ЦК КПСС, Совета Министров СССР, ВЦСПС и ЦК ВЛКСМ. За многолетний добросовестный труд и большой вклад в развитие экономики республики, успешную, эффективную работу возглавляемых им структур, Эстебесов М. К. избирался депутатом районного, областного совета народных депутатов, был депутатом Верховного Совета Киргизской ССР (легендарного парламента). Являясь народным избранником, поддерживал тесную связь с избирателями, активно участвуя в решении насущных проблем их повседневной жизни. В связи с реорганизацией, в 1991 году был избран Председателем Тюпского районного совета народных депутатов, а в мае 1992 года был переведен в Администрацию Президента Кыргызской республики, на должность главного государственного инспектора при Президенте Кыргызской Республики.
В 1993 году Указом Президента Кыргызской республики назначен главой государственной администрации Бакай-Атинского района Таласской области.  За свою трудовую деятельность он также работал начальником Налоговой инспекции, начальником Управления Государственной Инспекции труда по Иссык-Кульской области, а также начальником Управления Государственной регистрации и недвижимого имущества Чуйской области. Его заслуги были по достоинству оценены руководством республики - он награждён медалью за трудовую доблесть СССР, почетными грамотами. В 2007 году постановлением Правительства Кыргызской Республики был удостоен почетного звания — персональный пенсионер Кыргызской Республики, имел звание «Почетный гражданина Джеты-Огузского района. Необходимо отметить, что, где и кем-бы не работал Молдокмат Камалович, у него ярко проявились его замечательные качества такие, как исключительное трудолюбие, умение работать с людьми, строжайшее требования к себе, скромность, забота о подчинённых и многие другие. За время работы он проявил себя грамотным, исполнительным, инициативным, высококвалифицированным специалистом, умелым и талантливым руководителем, обладающим организаторскими способностями, чувствующим высокую ответственность за порученный участок работы.
Так, работая на различных руководящих должностях в партийных, государственных и хозяйственных органов республики, он оставлял после себя не только качественно исполненную работу, но, что примечательно, память и уважение в сердцах людей. Именно таким помнят и знают его в Иссык-Кульской, Чуйской и Таласской областей, где им были посеяны добрые семена высокопрофессионального труда. Ему присущие прекрасное знание дела, добросовестный труд во имя своей страны, личностный авторитет сникали М.Эстебесову заслуженное глубокое уважение друзей, коллег и единомышленников. 

## Депутатство[править]
Избирался депутатом Джеты-Огузского, Тюпского и Бакай-Атинского районов, Иссык-Кульского областного Совета народных депутатов, депутатом Верховного Совета Кыргызской ССР. • с 1975—1980 год Депутат Джеты-Огузского районного Совета. •                      с 1980—1985 год Депутат Тюпского районного Совета. •  с 1993-по 1995 годы депутат Бакай-Атинского районного совета народных депутатов, с 1985—1990 год Депутат И-Кульского обл.совета народных депутатов. • с 1990—1995 год Депутат Верховного Совета Киргизской ССР (Легендарный парламент).

## Награды[править]
За долголетний, безупречный труд и общественную активность, Эстебесов М. К. был награждён следующими государственными наградами: • 10 мая 1988 года Указом Президиума Верховного Совета Союза Советских Социалистических Республик награждён медалью «За доблестный труд СССР». • Неоднократно был награждён Почетными грамотами Иссык-Кульского областного комитета Коммунистической партии Киргизии, почетной грамотой ЦК КПСС Киргизской ССР, почетной грамотой Министерства труда и социальной защиты КР. • За достижение высоких результатов в сельском хозяйстве, Тюпский район которым руководил (в бытность 1-секретаря райкома партии), как победитель в республиканском социалистическом соревновании был награждён Почетной грамотой и переходящим Красным Знаменем ЦК КПСС, Верховного Совета Союза СССР, ВЦСПС и ЦК ВЛКСМ.(1988 г.). • В 1990 году за высокие достижения производства продажи государству сельскохозяйственной продукции, Тюпский район также был награждён переходящим красным знаменем Иссык-Кульского обкома КП Киргизии, областного совета народных депутатов, облсофпрофа и обкома комсомола.